# اوابرت استرندبرگ
اوابرت استرندبرگ (انگلیسی: Evabritt Strandberg؛ زادهٔ ۷ آوریل ۱۹۴۳) هنرپیشه، خوانندگی اهل سوئد است.